# Nephodia luctifera
Nephodia luctifera là một loài bướm đêm trong họ Geometridae.